# Українська правовірна греко-католицька церква

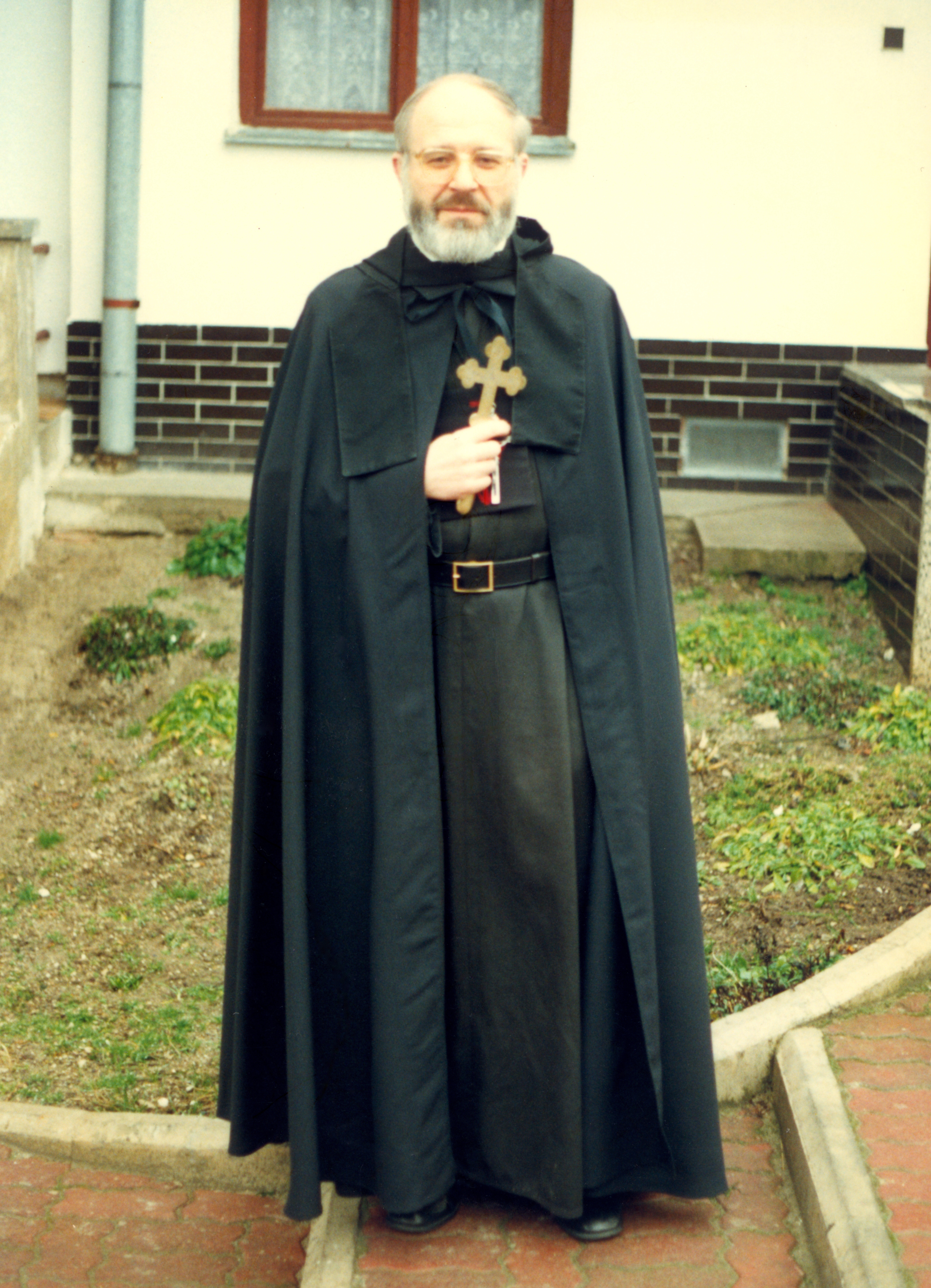
Засновник секти Ілля Догнал (Eliáš Antonín Dohnal)

Украї́нська правові́рна гре́ко-католи́цька церква (УПГКЦ) — псевдохристиянський та псевдокатолицький деструктивний культ, секта, що незареєстрована, офіційно не визнана релігійна організація в Україні. УПГКЦ виділилась із Української греко-католицької церкви у 2008—2009 роках. Державний комітет України у справах національностей і релігій відмовляє у реєстрації назви «Українська Правовірна Греко-Католицька церква», обґрунтовуючи це «повагою до традицій та внутрішніх настанов релігійних організацій» з посиланням на Кодекс Канонів Східних Церков (ККСЦ), у якому назву «Католицька» можна використовувати лише за погодженням з офіційною церковною владою. У церковних колах УГКЦ і пресі ця нова релігійна організація відома як «підгорецькі отці» або «група Догнала», «секта Догнала», «догналівці», «догналіти» (за ім'ям засновника — Антоніна Іллі Догнала), а також іноді «Чорне братство». 
Главою самопроголошеної УПГКЦ обрано Михайла Осідача. Членами постійного синоду є Антонін Ілля Догнал, Ричард Методій Шпіржик (Чехія), Роберт Самуїл Обергаусер (Словаччина) і Василь Маркіян Гітюк (Україна). Вони звинуватили керівництво Української греко-католицької церкви в єресях і проголосили про створення «правовірної» церковної структури. Названі особи у 2008 році проголосили, що вони були таємно висвячені на єпископів, однак станом на вересень 2011 року не надали жодних доказів про реальність таких свячень.
З квітня 2011 року УПГКЦ вважає себе частиною самопроголошеного Візантійського Католицького Патріархату.

## Історія

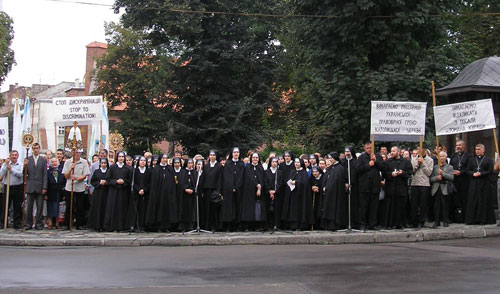
Маніфестація вірних УПГКЦ під стінами обласної влади у Львові

Ідейним провідником цього релігійного руху є колишній чеський римо-католицький священик Антонін Догнал, який разом з іншими трьома римо-католиками (Р. Шпіржиком, Ї. Шпіржиком та Л. Юхелкою) був прийнятий до новіціату греко-католицького Чину отців Василіан у 1991 році. Ще будучи римо-католицьким священиком Антонін Догнал, за твердженням його єпископа, поводиться неординарно (забороняє тяжко хворим вживати ліки, не виконує свого пастирського служіння). Перебуваючи у василіанському новіціаті Антонін (Ілля) Догнал робить спробу обманути римо-католицького оломоуцького єпископа Яна Граубнера, звертаючись до нього нібито від імені василіанського провінціала. Члени проводу теперішньої Української правовірної греко-католицької церкви проявляли свою активність ще в час їхнього навчання, яке проходило у Варшаві: спільнота ченців-василіан довкола Іллі Антоніна Догнала збиралася на таємні конференції. Після повернення до рідної Чехії їхні опозиційні настрої закінчились серйозним конфліктом з керівництвом Католицької Церкви у Чеській Республіці.
У 2003 році ченці Чеської делегатури Антонін Ілля Догнал, Ричард Методій Шпіржик і Роберт Самуїл Обергаусер виступили за створення в Чехії громад УГКЦ. Не отримавши підтримки від католицьких структур, Антонін Догнал звертається за допомогою до протестантської деномінації — Чехословацької Гуситської церкви.
Після відходу на спочинок греко-католицького екзарха в Чехії єпископа Івана Лявінця на посаду чеського екзарха Ватикан призначив словака Ладислава Гучка, проти якого виступили Антонін Ілля Догнал, Ричард Методій Шпіржик і Роберт Самуїл Обергаусер. Через блокаду, організовану групою Іллі Догнала, єпископська хіротонія греко-католицького єпископа відбулася не у греко-католицькому, а у римо-католицькому храмі.
Серйозний конфлікт ченців Чеської делегатури ЧСВВ з католицькою ієрархією в Чеській Республіці призвів до того, що у червні 2004 року Х Генеральна Капітула Василіанського Чину святого Йосафата ухвалила рішення про ліквідацію Чеської делегатури ЧСВВ. Ченців відіслали до України та Великої Британії. В Україні Управа Василіанського Чину поселила колишніх членів Чеської делегатури у Підгорецькому василіанському монастирі (Львівщина).
Переломним моментом у виокремленні Підгорецької спільноти сталася відмова п'яти монахів-василіан — Антонін Ілля Догнал, Роберт Самуїл Обергаусер, Роберт Методій Шпіржик, Василь Маркіян Гітюк, Василь Роман Шелепко — виконати декрети Управи Василіанського Чину (ЧСВВ). Згодом Василь Роман Шелепко та рідний брат Методія Роберта Шпіржіка — Кирило Їржі Шпіржик в 2008 році залишили спільноту. Василь Шелепко став священиком Бучацької єпархії УГКЦ (зараз покійний).
На початку 2005 року вищезгаданих ченців було виключено з Василіанського Чину за «поважні провини проти монаших і церковних законів, зокрема постійний непослух настоятелям». Декрет видалення був затверджений Конгрегацією Східних Церков, після чого виключені ченці звернулися до Верховного Трибуналу Апостольської Сигнатури, який, однак, не прийняв їхній відклик до розгляду як «позбавлений будь-якої основи», про що було офіційно повідомлено у 2009 році.
«Підгорецькі отці» твердять, що вони не могли мовчати на неправду та спрямували свою діяльність на критику керівництва Католицької Церкви, після того як стався конфлікт у серпні 2006 року з Управою Василіанського Чину. Причиною конфлікту стала критика книги кардинала Гузара «Бесіди з Блаженнішим Л.Гузаром. До постконфесійного християнства» (2006). Як вважають «підгорецькі монахи», Любомир Гузар схвалює гомосексуальність окультизм — віщування, магію.
Черговим кроком до виокремлення в окрему релігійну організацію стала заява «підгорецьких отців» про отримання ними єпископської хіротонії 03.03.2008 р. Доказів про те, що хіротонія реально відбулася, ні суспільству, ні церковним структурам так і не було надано «з причини можливих зловживань». Станом на 2011 рік їхні єпископські свячення не зафіксовані в офіційних довідниках Католицької Церкви.
У червні 2008 року Колегіальний трибунал Сокальсько-Жовківської єпархії у карних процесах ієромонахів ЧСВВ Іллі А. Догнала, Методія Р. Шпіржика, Маркіяна В. Гітюка та священика Роберта Обергаусера виніс вироки про покарання їх великою екскомунікою (відлученням від Церкви) за «незаконне присвоєння уряду та незаконне виконування служіння (порушення кан. 1462 ККСЦ); розпалювання бунту та ненависті проти місцевого ієрарха Владики Михаїла (Колтуна) і Верховного Архиєпископа Києво-Галицького Любомира (Гузара) та підбурювання підлеглих до непослуху щодо них (порушення кан. 1447 § 1 ККСЦ); нанесення кривди та важкої шкоди добрій славі вищезгаданих осіб та інших ієрархів УГКЦ через наклепи (порушення кан. 1452 ККСЦ)». У серпні 2009 року вироки підтвердив Колегіальний трибунал Верховного Архієпископа УГКЦ.
7 жовтня 2008 року Найвищий Трибунал Католицької Церкви, Апостольська Сигнатура, дала відповідь на скаргу «підгорецьких отців» перевірити правомірність винесеної їм трибуналом УГКЦ кари великої екскомуніки. У своїй відповіді, про яку Апостольська Сигнатура повідомила також єпископа Сокальсько-Жовківського УГКЦ Михаїла (Колтуна) (Прот. 41750/08 VT), Найвищий Трибунал Католицької Церкви, звертаючись до «підгорецьких отців», чітко зазначає: «… розглянувши ваші звернення до Святішого Отця та Верховно Архиєпископського Трибуналу, додані до вашого листа, ця Апостольська Сигнатура не знаходить жодних причин для того, щоб також втручатися у цю справу». Цим Апостольська Сигнатура залишила вирок Колегіального трибуналу Сокальсько-Жовківської єпархії УГКЦ у силі, підтвердивши тим самим правосильність накладеної на них екскомуніки, тобто відлучення від Церкви

.
У 2008 році «підгорецькі ченці» проголосили власний Синод. До незареєстрованої УПГКЦ приєдналося п'ять жіночих монастирів.. Католицька церква не визнає законності цих п'яти жіночих монастирів, оскільки дозвіл на заснування був наданий лише монастирю в Брюховичах. Окрім цього, усі 29 монахинь цього монастиря були видалені з Василіанського чину та позбавлені монашого статусу. Самі ж монахині твердять, що вони ще у 2004 році самі цілим монастирем вийшли з Василіанського чину і повернулися до попереднього статусу незалежного монастиря, яким монастир користувався в момент заснування.
У 2010 р. Догнал, Шпіржік, Обергаузер і Гітюк проголосили анатему (анафему, виключення з Церкви) майже на всіх єпископів Католицької Церкви, на викладачів Папського Григоріанського університету, на всіх гомосексуалів, на канцлера Німеччини Ангелу Меркель, президента США Барака Обаму та деяких інших осіб. У 2011 році кількаразово погрожували винятком з церкви Папі Римському Бенедиктові XVI у випадку, якщо він беатифікує Папу Івана Павла II.
Восени 2010 в м. Чорткові Тернопільської області група Догнала вчинила спробу захоплення греко-католицького храму Преображення Господнього. Після чого за рішенням Тернопільського окружного суду групі Догнала заборонено проводити богослужіння і різного роду маніфестації у м. Чорткові.
В квітні 2011 активісти Громадянського руху «Відсіч» заявили, що УПГКЦ вчинила спробу маніпуляції цим рухом, з ціллю втягнути цей рух у боротьбу проти УГКЦ. Також від імені «Відсічі» було заявлено, що львівські діячі, які не мають нічого спільного з самим рухом, використали назву «Рух Чистих Сердець» як хороший бренд, провадячи підривну діяльність, при цьому матеріали, які використовує так званий «Рух Чистих Сердець», є аналогічні до наявних на сайті «групи Догнала».
5 квітня 2011 року провідники УПГКЦ проголосили створення «Візантійського Католицького Патріархату», першим патріархом якого обрали Іллю Антоніна Догнала.
1 травня 2011 року «Візантійський Католицький Патріархат» проголосив відлучення від Церкви Римських Пап Івана Павла II (посмертно) і Бенедикта XVI, оголосив, що папський престол з цього моменту вакантний, а також закликав всіх католицьких священиків перестати згадувати в Літургії ім'я Бенедикта XVI і місцевого єпископа, стверджуючи, що в протилежному випадку Літургія буде недійсною.
4 травня 2011 «Візантійський Католицький Патріархат» оприлюднив заяву у якій зазначив, що вважає, що Католицька церква відпала від християнства і проголосив про створення «Правовірної Католицької Церкви». У цій заяві УПГКЦ окреслила себе, як одну з груп седевакантистів. Після того очільники УПГКЦ проголосили «Божу анатему» на членів різних протестантських деномінацій.
29 березня 2012 року Конгрегація віровчення оприлюднила «Декларацію про канонічний статус самозваних підгорецьких греко-католицьких єпископів», у якій стверджено, що Апостольський Престол «не визнає дійсності їхніх єпископських свячень та всіх свячень, ними уділених, чи які будуть уділені». Також пригадується про те, що канонічним статусом Догнала, Гітюка, Шпіржіка та Обергаузера є екскомуніка, тобто виключення з церковного сопричастя. Крім того, звернено увагу на те, що «вживання назви католицька групами, які не визнані авторитетною церковною владою, згідно з каноном 19 Кодексу Канонів Східних Церков, є незаконним». Конгрегація перестерігає вірних про обов'язок не приєднуватися до вищезазначеної групи і закликає молитися за їх розкаяння.
Впродовж весни-літа 2012 року прихильники секти відзначились в ряді резонансних подій (вбивства, розбійний напад, завдання тілесних ушкоджень, викрадення тощо) на заході України.
Член-засновник Української Гельсінської групи Мирослав Маринович: 
| «Я вважав себе правозахисником, доклав багато зусиль, щоб сприяти релігійній свободі. Для мене релігійна свобода означає дуже багато, та вона не є рівноцінна правовому безладу. Я не хотів би, аби вірних тієї секти карали за те, що вони належать до цієї структури. Однак я за те, щоб за дебоші, які вони влаштовують, відповідало керівництво тієї секти. Тим часом наші спецслужби не вдаються до відповідних кроків, на які дає їм право українське законодавство. Це є підтвердженням того, що все те вигідно нинішній владі. Вона вдає, що не керує цим рухом, а насправді всіляко сприяє йому.» |
У неділю 24 листопада 2013 року в Дрогобичі колона людей (40-50 осіб) з незареєстрованого релігійного угруповання УПГКЦ з вигуками і транспарантами проти Євросоюзу намагалась спровокувати на площі Ринок біля ратуші сутичку з учасниками більш ніж тисячного віче на підтримку «Євромайдану». Коли прихильники євроінтеграції витіснили опонентів з головної площі міста, останні здійснили спробу зірвати Богослужіння у храмі Петра і Павла УГКЦ, але були й звідти вигнані парафіянами та учасниками мітингу, до яких приєдналось чимало небайдужих дрогобичан.
22 червня 2015 у Брюховичах біля Львова співробітники СБУ провели обшук у жіночому монастирі УПГКЦ та у каплиці УПГКЦ на вулиці Плуговій у Львові. Були затримані лідери УПГКЦ, громадяни Словаччини та Чехії. Троє з них того ж дня були депортовані з України. Самого Антоніна (Ілії) Догнала серед затриманих не було.

## Особливості віровчення та практики
1. У вченні і практиці УПГКЦ є «прийняття Богородиці до своєї особистості», як вони пояснюють, згідно з Ів.19,25. Така практика з точки зору УГКЦ, є проявом обожествлення Богородиці і ставить УПГКЦ поза межі християнства.
2. УПГКЦ стверджує що Канонічне Право Католицької Церкви є незобов'язковим для католиків. Таке твердження згідно з самим правом Католицької Церкви є неприпустимим. УПГКЦ пояснює це твердження тим, що Канонічне Право Католицької Церкви знаходиться в руках апостатів, якими є єретична, на їхню думку, влада УГКЦ.
3. Ще однією особливістю віровчення УПГКЦ є боротьба проти ІКТ (історико-критичної теології).
4. У них присутня практика анатем (анафем), які лідери угруповання проголошують проти усіх, хто відмовив на заклик покаяння та не визнав віру, тобто зрікся Христа і автоматично є виключений з церкви.
5. Лідери та члени УПГКЦ користуються специфічними релігійними практиками: повторення Божих Імен у гебрейському оригіналі з розтягуванням голосних, які належать до цих гебрейських слів, з руками, піднятими догори і головою, закинутою назад. Така практика, на думку УГКЦ, напряму перейнята з єврейського окультного вчення — Кабали, а така поза при молитві призводить до зменшення надходження кисню до мозку та входження у змінений стан свідомості, який нагадує гіпнотичний транс, і є небезпечною для психічного здоров'я.. УПГКЦ пояснює це тим, що вимовляння імен Ісус (Єгошуа) і Отче (Авва) не має нічого спільного з кабалою. Також і поза у молитві, при якій практикується така практика, — руки підняті догори, голова закинута назад, — на думку УПГКЦ, є нормальною позою при молитві, яку застосовували також Ісус та апостоли. Ворожіння за допомогою Біблії, вервиці чи підкидання монеток Католицькою Церквою розцінюється як забобон або окультизм. УПГКЦ мотивує таку свою практику тим, що апостоли використовували жереб, і це не є забобон чи окультизм.
6. На думку УГКЦ, група Догнала носить гуруїстський характер.

## Структура

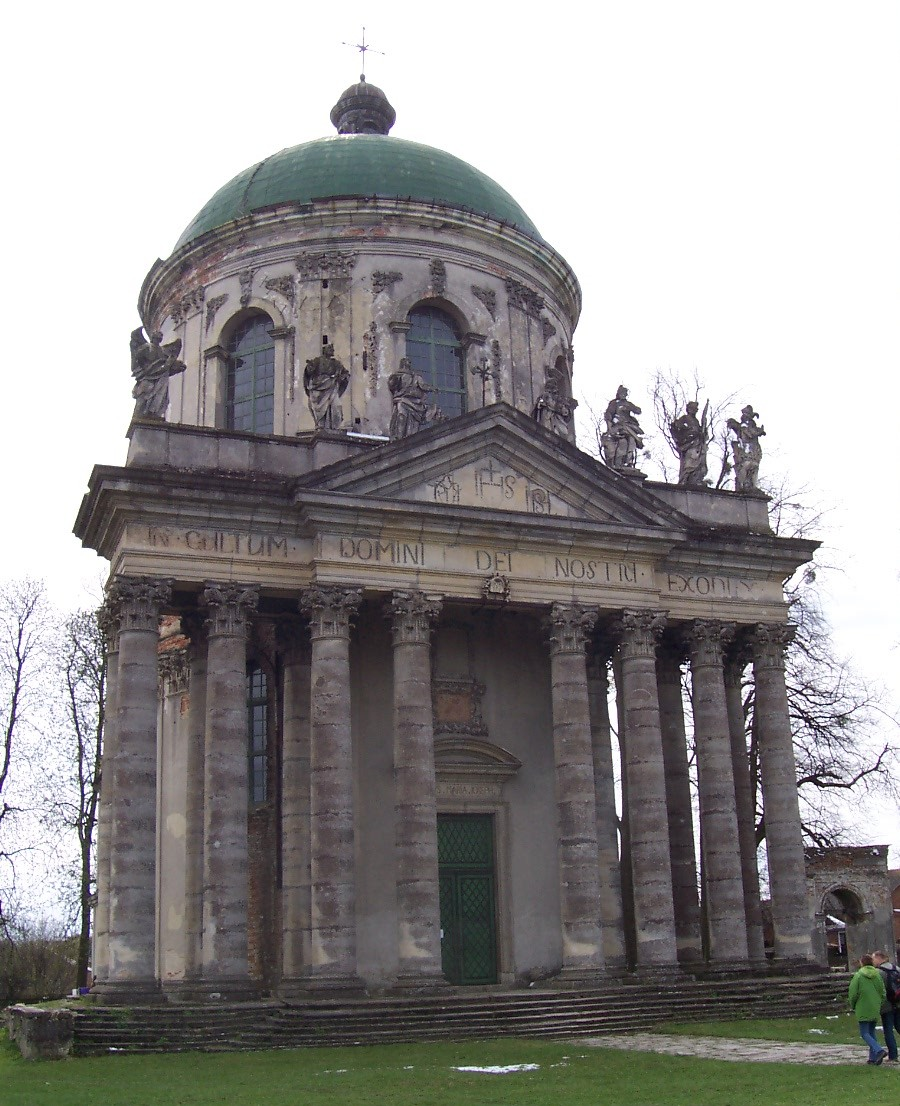
Церква святого Йосипа в Підгірцях

Офіційно так званий «Візантійський Католицький Патріархат» очолює Антонін Ілля Догнал, а УПГКЦ, яка входить до складу «Візантійського Католицького Патріархату», очолював колишній священик Львівської єпархії РПЦ, а з 1990 року — УГКЦ Осідач Михайло Григорович, 1930 року народження, прописаний у с. Кунин Рава-Руського району. Осідач помер у 2013 році.
Секретарем Глави УПГКЦ Осідача був владика Василь Маркіян Гітюк, який зі смертю Осідача став фактичним главою церковної спільноти. До синоду УПГКЦ, крім Гітюка, входять також єпископи Антонін Ілля Догнал, Роберт Самуїл Обергаузер, Роберт Методій Шпіржик та Юрій Кирило Шпіржік, всі четверо — громадяни Чехії. 
Серед єпископату відомі також громадяни Словаччини: Роберт (у монашестві Самуїл) Обергаузер, Петер (Василь) Колодій, Патрік Тимотей Сойка.
Одночасно Антонін Ілля Догнал є і патріархом «Візантійського Католицького Патріархату» і членом синоду УПГКЦ, як рівно ж Роберт Методій Шпіржик та Патрік Тимотей Сойка є членами Синоду УПГКЦ та секретарями Візантійського Католицького Патріархату.
Останнім за датою висвяти архієреєм УПГКЦ став висвячений 12 липня 2013 року в м. Дрогобич владика Андрей, в миру Дмитро Карпа.
Відкрито УПГКЦ здійснює богослужіння в селі Підгірці, Золочівського району, Львівської області (спорудили свій дім молитви зліва, по дорозі на Броди; раніше здійснювали богослужіння в місцевій пам'ятці архітектури — Костелі святого Йосипа), у Дрогобич на вулиці Захарії Копистенського та у Брюховичах поблизу Львова по вулиці Сосновій у приватному будинку (церкві жіночого монастиря). До нового релігійного руху примкнули також жіночі монастирі у тих же Брюховичах, Львові, Стрию, а також у Тисмениці (Івано-Франківщина) та Пробіжній (село Чортківського району, Тернопільщина). Ці монастирі відмовили у підпорядкуванні УГКЦ та проголосили про свій перехід під юрисдикцію УПГКЦ.
Міцний осередок УПГКЦ заснували у Дрогобичі. Там догналіти зводять молитовний дім на землі, що належить родині екс-міністра культури Кулиняка.
У селі Колтів Золочівського району закріпилися завдяки симпатику-підприємцю, на якому тримається весь населений пункт.
Варто зазначити, що за адресою: Львівська обл., місто Львів, селище міського типу Брюховичі, вул. Соснова, буд. 3 мала свою каплицю та утримувала свій офіс громадська організація «Об'єднання віруючих Української правовірної греко-католицької церкви», яку очолив «єпископ» Маркіян (в миру Гітюк Василь Степанович). Ця структура була зареєстрована 24 березня 2011 року, однак знята з обліку 16 липня 2014 року, з того часу реєстрацію припинено на рекомендацію начальника 2-ого (релігійного) сектору Головного відділу захисту національної державності Львівського УСБУ Косача Михайла Володимировича.
Також до УПГКЦ близька громадська організація «Союз християнських матерів України», яка була зареєстрована 16 лютого 2011 року, цей союз очолила мешканка Львова — громадянка Добромиль Ярослава Петрівна.
До УГПЦ мала стосунок також громадська організація «Комітет зі збереження християнської спадщини „Покрови Богородиці“», яка була зареєстрована 22 листопада 2006 року. Спочатку вона утримувала свій офіс у приватному будинку у м. Миколаїв (вул. Підлісся, буд. 6), де проживав її засновник Кучменда Василь Петрович, а згодом була зареєстрована у Сихівському районі Львова, співголовами стали мешканець Львова Олег Гелета та мешканець м. Стрий Олег Блауцяк.
Крім того, з УПГКЦ була пов'язана ще одна суспільна структура — Зборівська районна громадська організація «Комітет зі збереження християнської спадщини „Покрови Богородиці“», зареєстрована 2011 року в м. Зборів Тернопільської області, очолив її Дмитро Мельник.

## Стосунки з іншими релігійними організаціями
Оскільки група Догнала наразі не є визнана жодною християнською Церквою, вона не є учасником екуменічного діалогу і не визнається, як Церква, ані Католицькою Церквою, ані Православними Церквами.
УПГКЦ звинувачує Главу УГКЦ у єресях, хоча, на думку звинувачуваних, висловлювання кардинала Любомира Гузара не є такими. Владика УГКЦ Йосиф Мілян, відкритим текстом заявляє про деструктивний та небезпечний характер нового релігійного угруповання, порівнюючи його із «Білим братством». А Патріарх УПЦ КП Філарет вважає, що УПГКЦ діє проти Церкви і є тоталітарною сектою.
31 травня 2012 року керівництво УПГКЦ проголосило анафему на патріарха Російської Православної Церкви Кирила за те, що він узяв участь у IV З'їзді світових і традиційних релігій в Астані. У листі проголошення анафеми стверджується, що «на кожного православного вірянина, який від цього дня буде творити з ним єдність, також падає Боже прокляття».
- Газета «Експрес» за 19-26 липня 2012 року:

| «Ми нарахували їх 5 032. Анафеми накладені на всіх — починаючи від Обами й Ангели Меркель і закінчуючи Папою Римським, Патріархами Кирилом і Філаретом. З усіх відомих світових лідерів Догнал не наклав анафеми лише на одну людину — на Путіна. Колишнього офіцера КДБ Путіна.» |
- Газета «Експрес» за 20-27 вересня 2012 року:

| "У кулуарах влади готується підступний сценарій розколу однієї з найбільших українських церков — УГКЦ. (…) План, який виношували кілька років, передбачає державну реєстрацію ще однієї церкви з назвою, де будуть усі слова чинної, — вона теж, за задумом, матиме назву українська греко-католицька церква, але з якимсь словом-додатком. Ставка робиться на те, щоб надати провладній так званій греко-католицькій церкві усіляку підтримку, в тому числі матеріальну й організаційну, швидко розвинути її структури. (…) Таким чином, очікується, що впродовж певного часу буде сформовано новий інструмент впливу на політичну ситуацію на Правобережній Україні, у регіоні, де греко-католики завжди традиційно були налаштовані опозиційно до центральної влади. |
Академік НАН України Степан Павлюк: 
| Думаю, це проект ФСБ Російської Федерації, спадкоємиці КГБ. Наприклад, зараз функціонує моторошна «секта Догнала», члени якої чомусь носять вбрання, що дуже нагадує одяг монахів-василіян чи греко-католицьких священиків, неофіційно отримують величезні кошти на свою діяльність. Звідки? Мої знайомі в органах чітко кажуть — з Росії. Вони не мають нічого спільного з УГКЦ, а лише імітують зовнішню схожість з нею. Не відкидаю, що ставку можуть зробити саме на них. |